# Comitatul Grand, Utah
Comitatul Grand (engleză Grand County) este unul din cele 29 de comitate ale statului american Utah. Sediul comitatului este orașul MoabGR6. Denominarea Grand County, Utah are codul FIPS de 49 - 019 Arhivat în 6 iunie 2011, la Wayback Machine..
Fondat în 1890, comitatul a fost numit după râul Colorado, care la timpul dobândirii statutului de stat al Statelor Unite era cunoscut sub numele de Grand River (Marele Fluviu).
Conform recensământului Statelor Unite din 2000, efectuat de United States Census Bureau, populația totală era de 8.485 de locuitori, în timp ce o estimare a aceleiași agenții de stat ridica numărul locuitorilor la 8.743.

## Comitate învecinate
- Comitatul Uintah, statul Utah - la nord
- Comitatul Garfield, statul Colorado - la nord-est
- Comitatul Mesa, statul Colorado - la est
- Comitatul San Juan, statul Utah - la sud
- Comitatul Emery, statul Utah - la vest
- Comitatul Carbon, statul Utah - la nord-vest

## Zone protejate național
- Parcul Național Arches
- Canyonlands National Park (parțial)
- Manti-La Sal National Forest (parțial)
- McInnis Canyons National Conservation Area (parțial)

## Demografie
|  | Graficele sunt indisponibile din cauza unor probleme tehnice. Mai multe informații se găsesc la Phabricator și la wiki-ul MediaWiki. |

Date: Wikidata - grafică realizată de Wikipedia